# 二子神社
二子神社（ふたこじんじゃ）は、神奈川県川崎市高津区二子一丁目にある神社。元は神明社と称していたが、明治時代に大六天と稲荷を合祀し、村名をとって二子神社と改称した。

## 祭神
- 天照皇大神[2]

## 歴史
- 1641年（寛永18年） - 武田家の旧臣・小山田兵部により天照皇大神を守護神として祠が立てられた[2]。
- 明治時代 - 大六天と稲荷を合祀し、二子神社と改称[1]。村社に列せられる[2]。
- 1926年（大正15年） - 幣帛料供進社に指定された[2]。
- 1930年（昭和5年） - 二子三業組合により境内に出世稲荷が作られた[3]。
- 1943年（昭和18年） - 社殿が再建された[3]。

## 境内
かの子の碑
抽象彫刻の「岡本かの子」の文学碑。二子村の旧家・大貫家に生まれ、多摩川を愛したかの子のために、多摩川を眺むこの地が選ばれた。「誇り」と題する大型の彫刻は、かの子の子息、岡本太郎の作で、築山風台座は建築家、丹下健三が設計し、1962年（昭和37年）秋に完成した。岡本かの子の「としとしにわが悲しみは深くしていよよ華やぐいのちなりけり」という歌を刻んだ歌碑があるほか、亀井勝一郎が岡本かの子について書いた文章を川端康成の書によって記した碑も設置されている。
六字名号塔
延宝6年（1678年）の銘。
庚申塔
年代不明。青面金剛と三猿の陽刻。
狛犬
1929年（昭和4年）。
大山灯籠
夏に鳥居脇に立てられる。
ムクノキ
境内には、川崎市のまちの樹50選に指定されているムクノキがある。

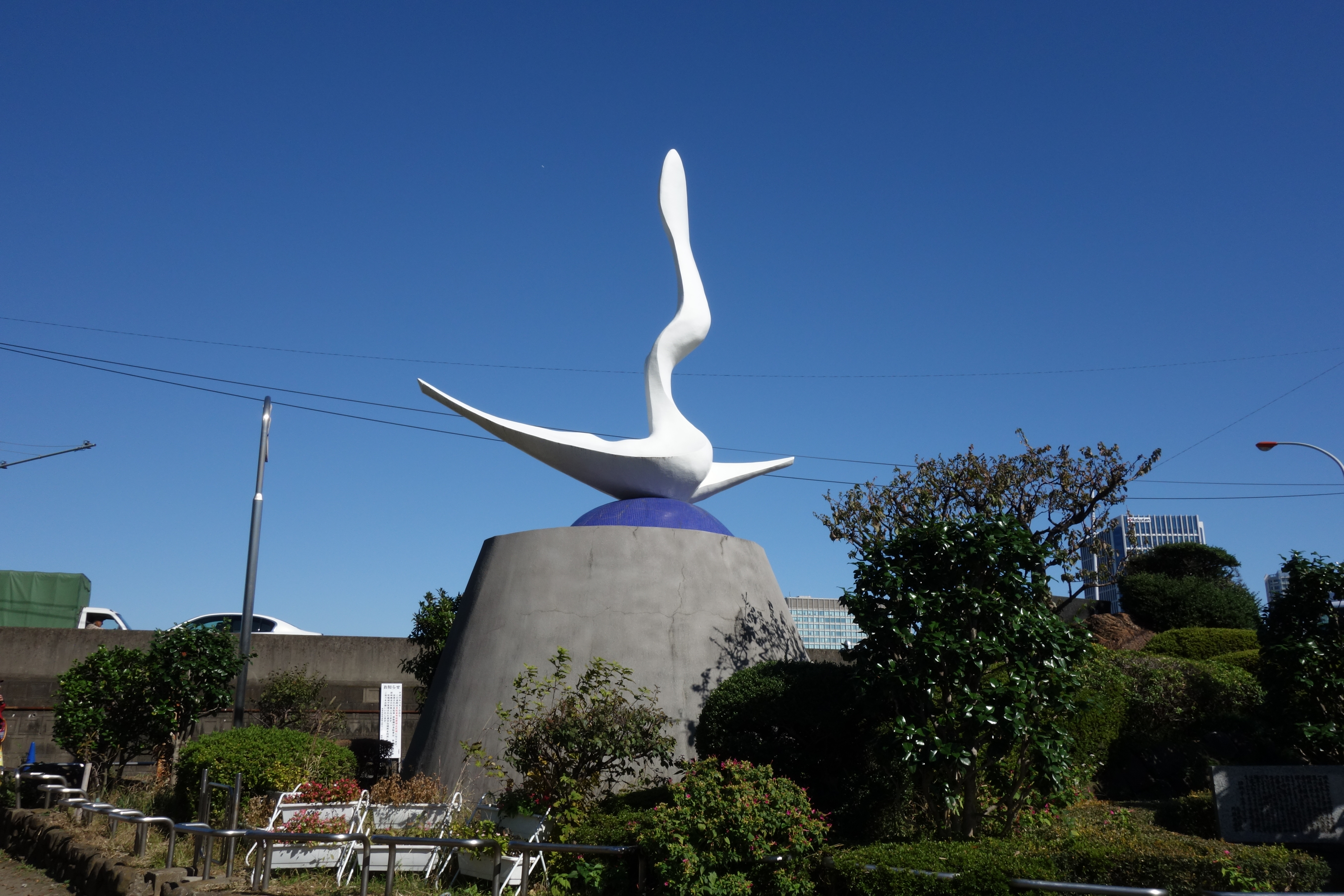
岡本かの子の文学碑
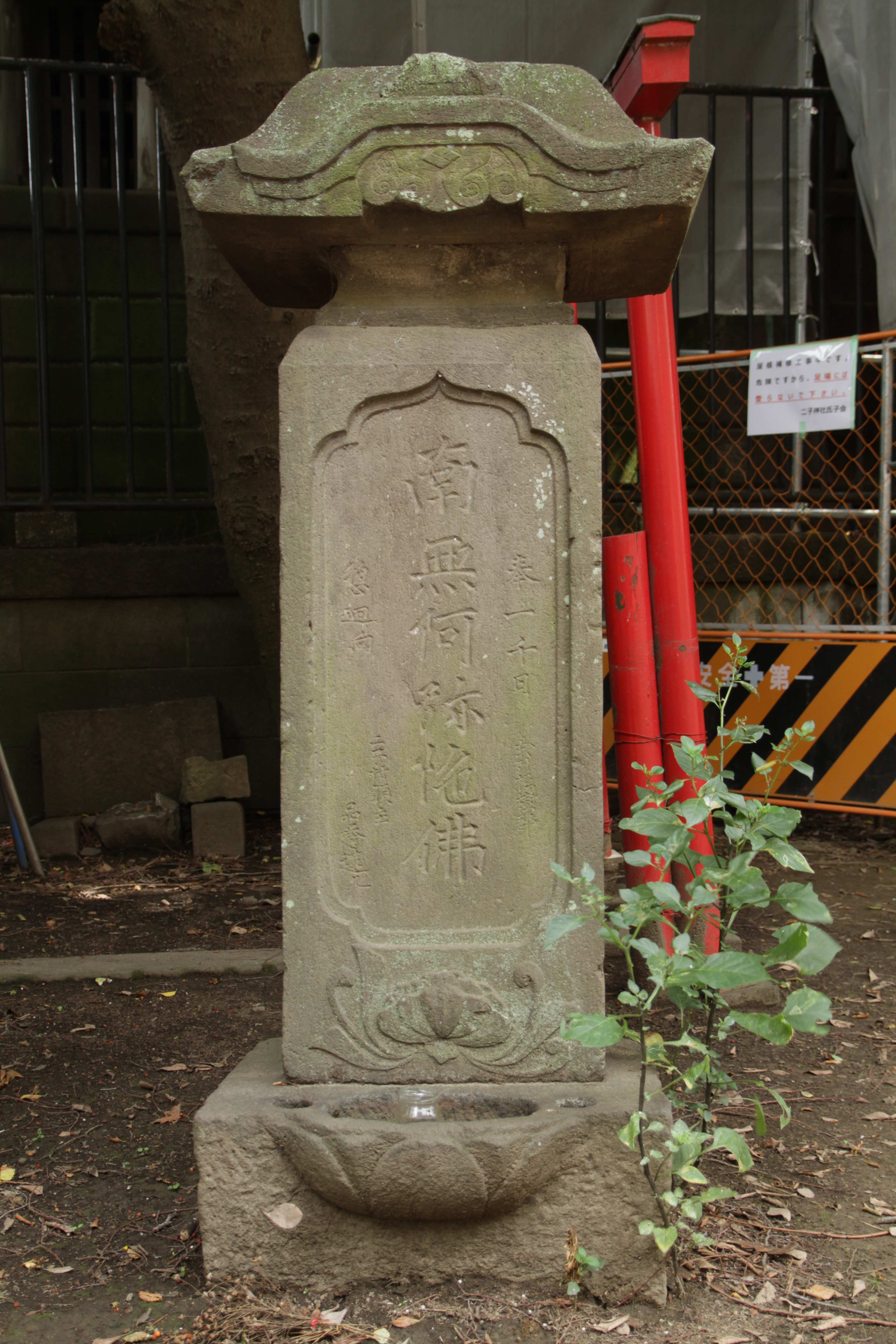
六字名号塔
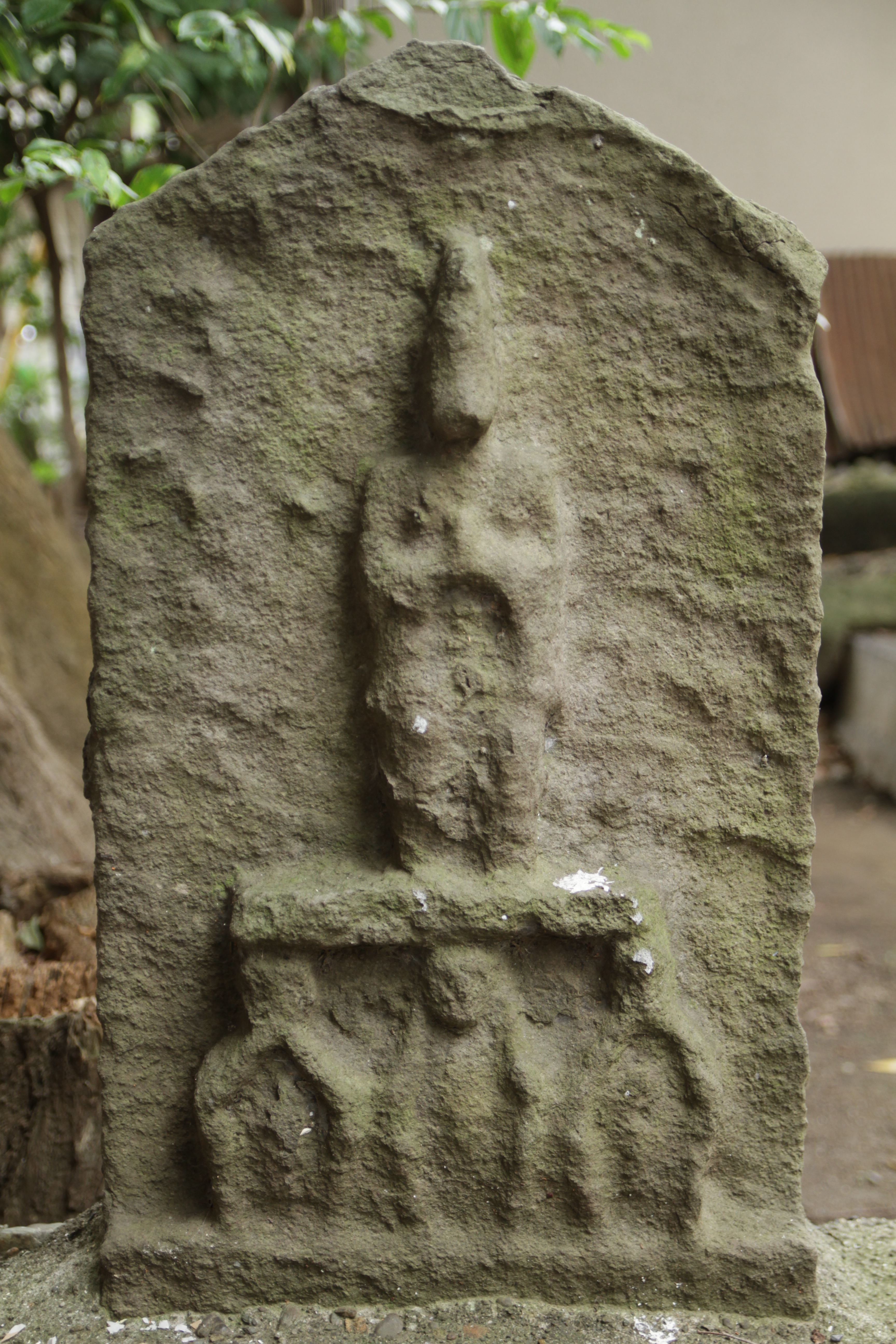
庚申塔
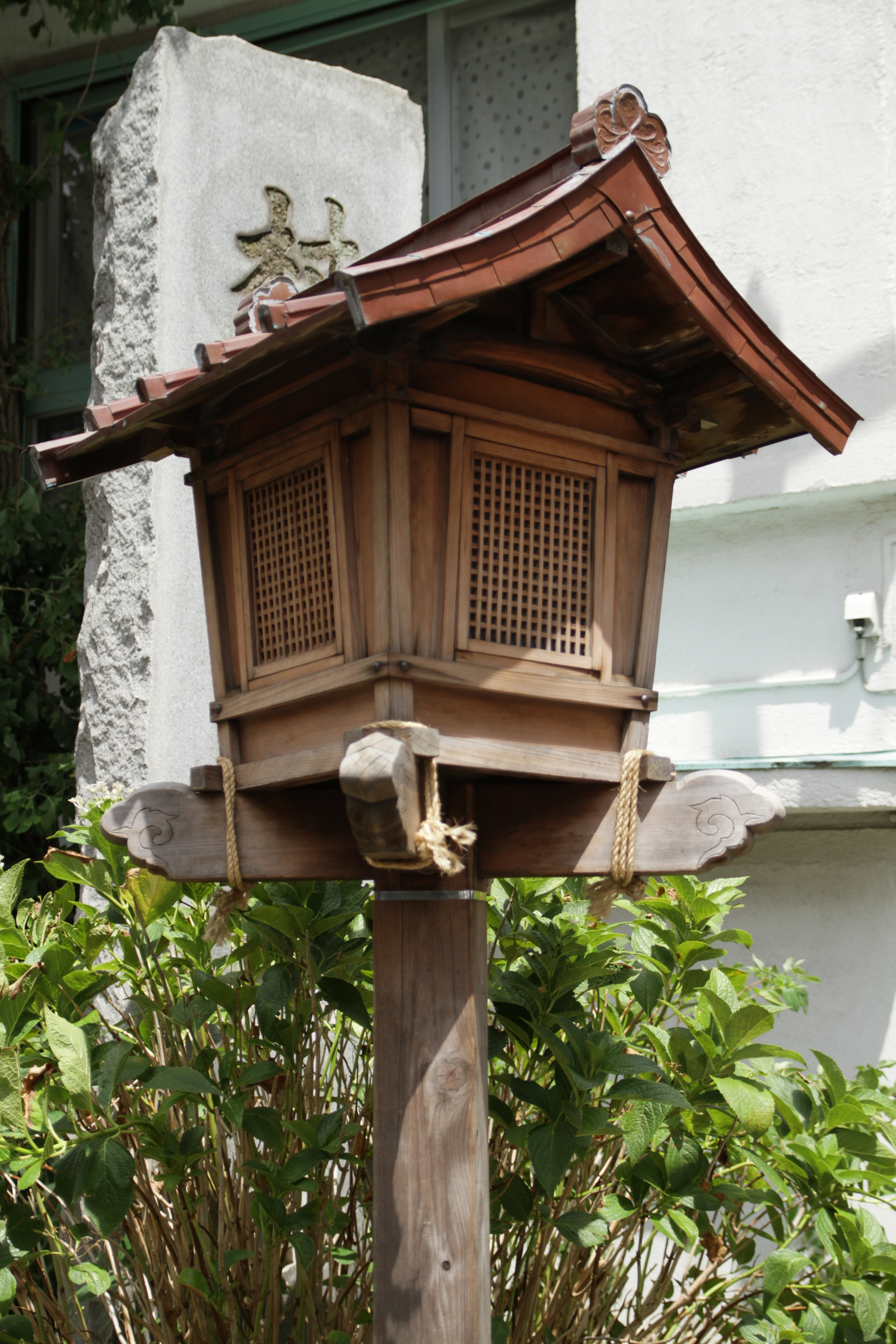
参道入口の大山灯籠
一の鳥居と社号標
手水舎
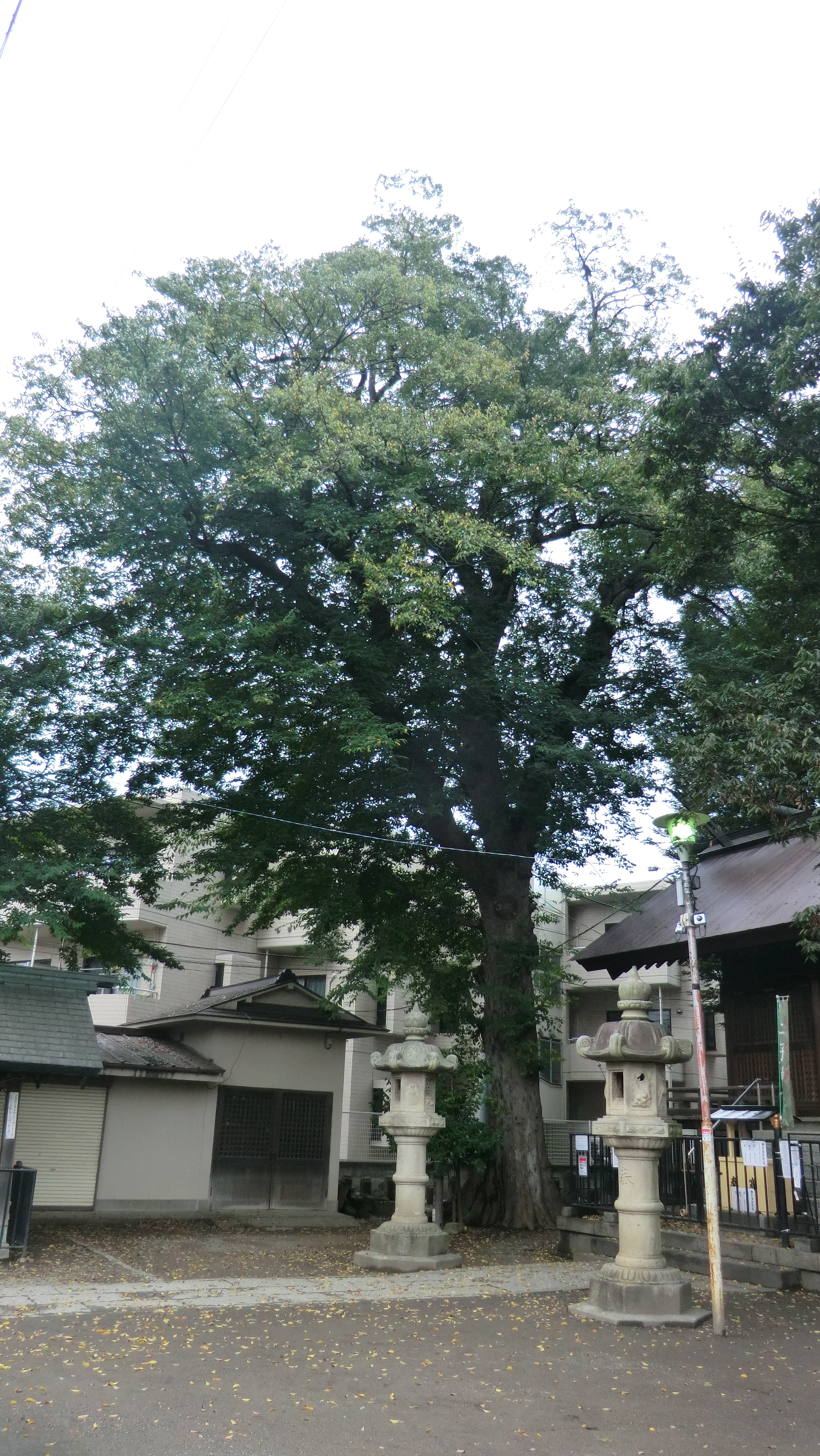
川崎市のまちの樹50選 「ムクノキ」

### 境内社
出世稲荷
1930年（昭和5年）に二子三業組合が伏見稲荷から勧請した。第六天を合祀した際に、そこにあった稲荷社を移したという説もある。三業とは芸妓置屋・待合・料亭の三業種であり、二子新地は伝統ある宿場町として昭和30年代頃まで花街の営業が盛んであった。二子神社の周りはこうした三業が栄えた地域であり、三業組合は二子神社にこの稲荷を寄進した他、神社のすぐ外側に街灯柱も建てている。

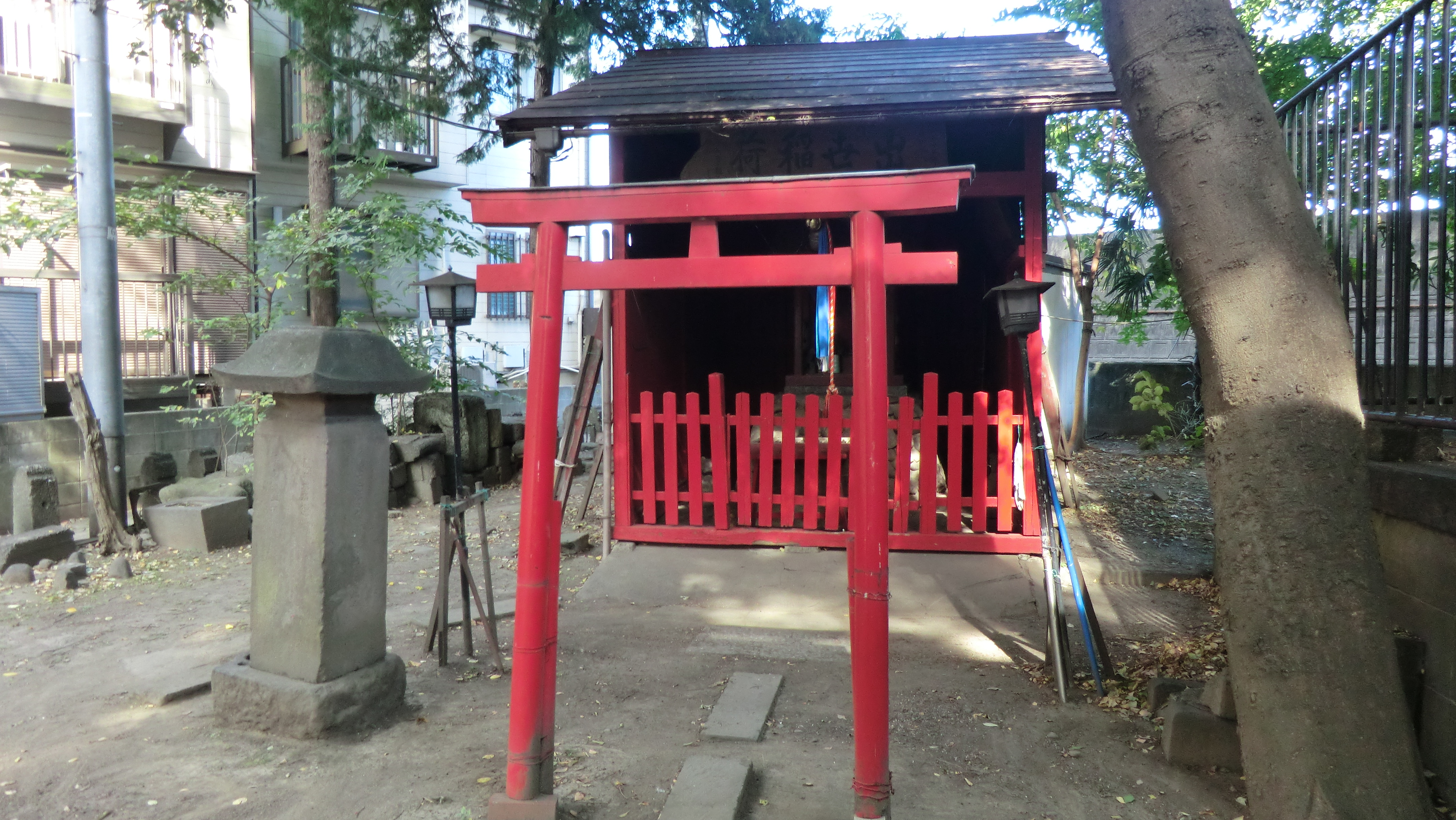
鳥居と社殿
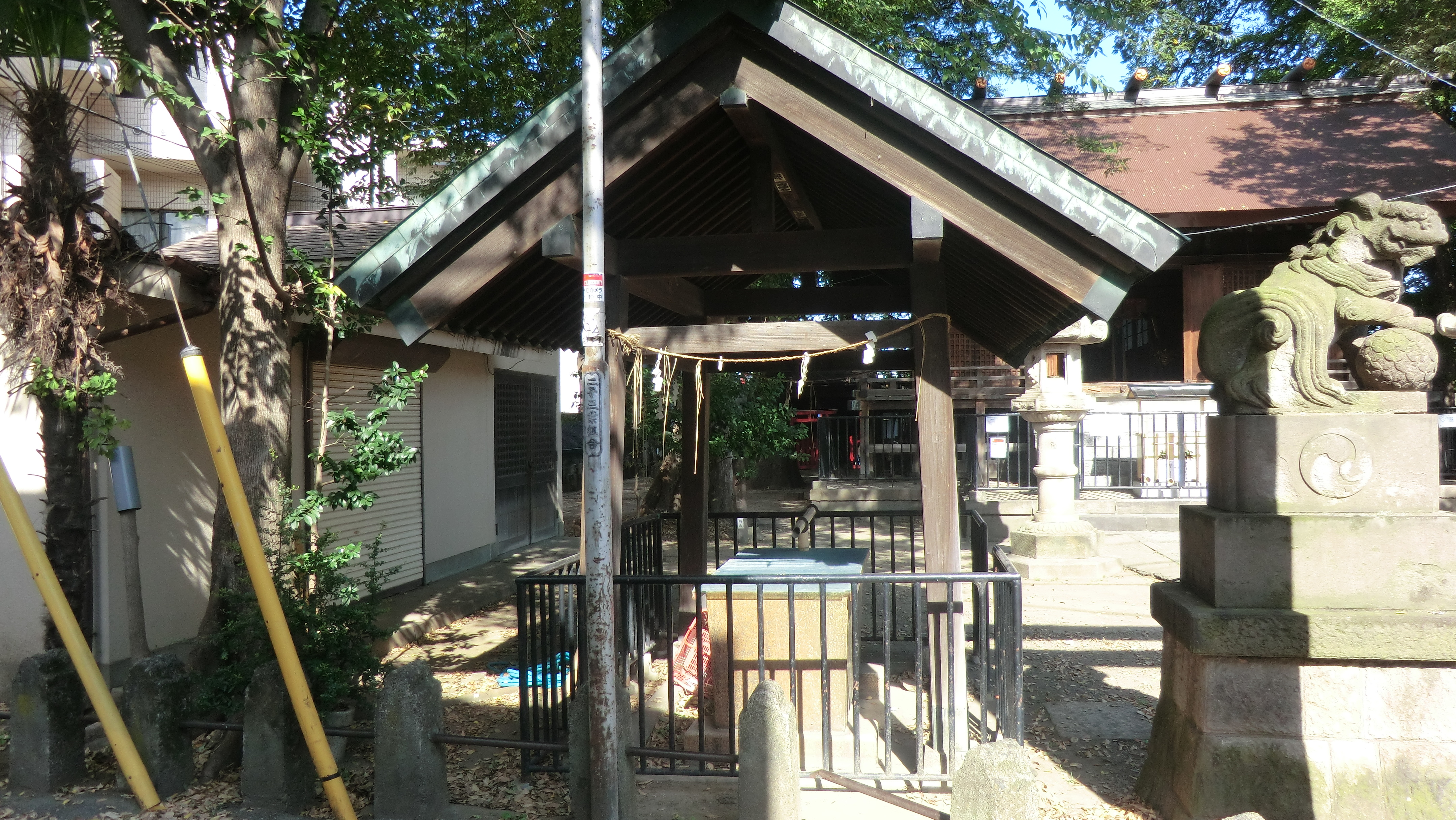
二子三業組合が立てた手水舎脇の街灯柱
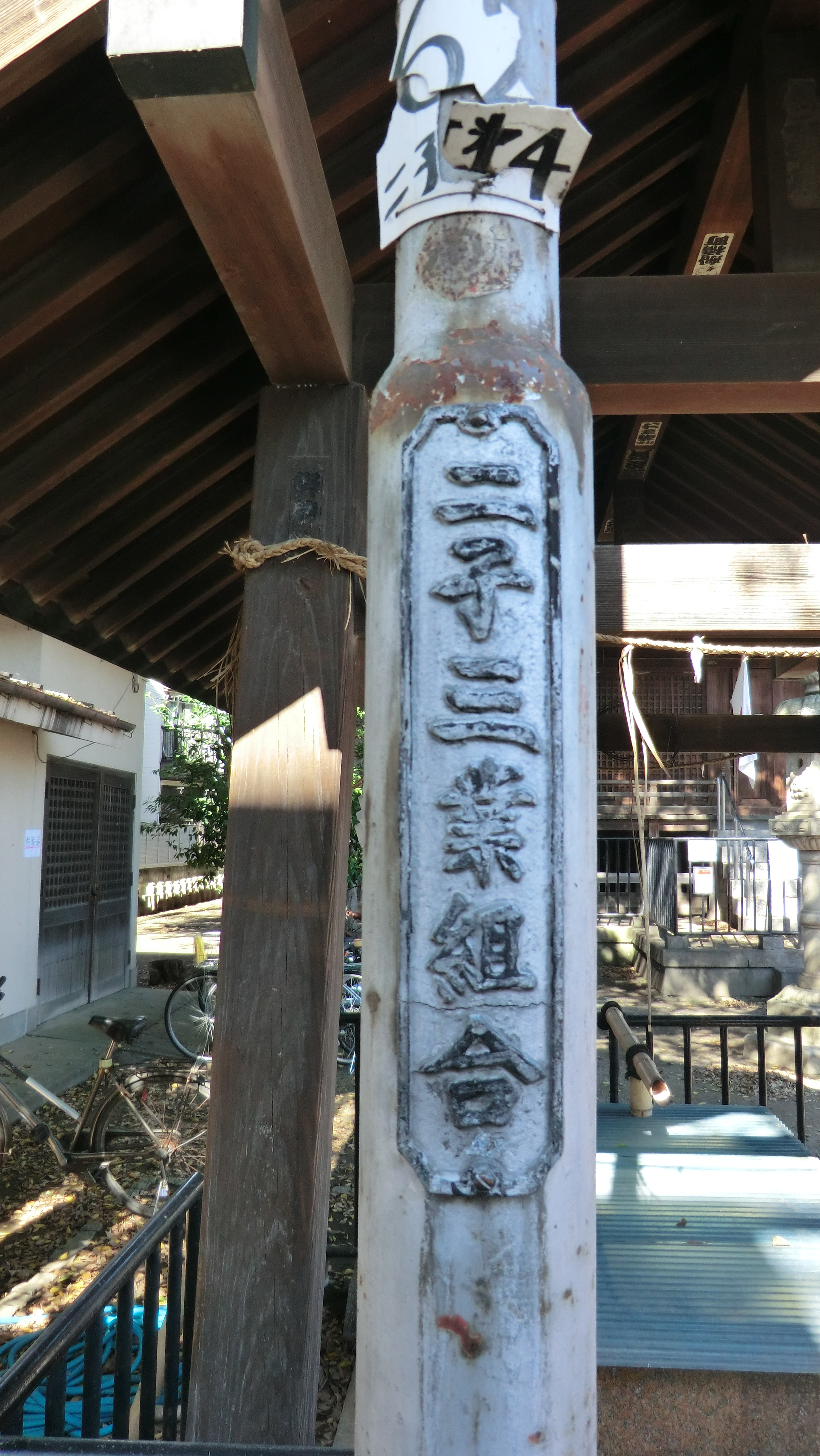
街灯柱に付けられた二子三業組合のプレート

## 年中行事
- 4月3日–大陸天の祭り[12]
- 10月10日–例祭[2][12]

## 交通アクセス
鉄道
東急田園都市線二子新地駅下車、徒歩3分
バス
東急バスの玉06・向02・渋12で「二子神社前」バス停下車